# Episodi di Room 104 (terza stagione)
La terza stagione della serie televisiva Room 104, composta da 12 episodi, è stata trasmessa in prima visione assoluta negli Stati Uniti d'America sul canale HBO dal 13 settembre al 29 novembre 2019.
In Italia la stagione è stata trasmessa su Sky Atlantic, canale a pagamento della piattaforma satellitare Sky, dal 20 gennaio al 10 febbraio 2020.
| n° | Titolo originale       | Titolo italiano      | Prima TV USA      | Prima TV Italia  |
| -- | ---------------------- | -------------------- | ----------------- | ---------------- |
| 1  | The Plot               | Il complotto         | 13 settembre 2019 | 20 gennaio 2020  |
| 2  | Animal for Sale        | Animale in vendita   | 20 settembre 2019 | 20 gennaio 2020  |
| 3  | Itchy                  | Prurito              | 27 settembre 2019 | 20 gennaio 2020  |
| 4  | Rogue                  | Il pianeta errante   | 4 ottobre 2019    | 27 gennaio 2020  |
| 5  | Drywall Guys           | Il mio miglior amico | 11 ottobre 2019   | 27 gennaio 2020  |
| 6  | A New Song             | Una nuova canzone    | 18 ottobre 2019   | 27 gennaio 2020  |
| 7  | Jimmy & Gianni         | Jimmy e Gianni       | 25 ottobre 2019   | 3 febbraio 2020  |
| 8  | No Hospital            | Niente ospedali      | 1º novembre 2019  | 3 febbraio 2020  |
| 9  | Prank Call             | Scherzo telefonico   | 8 novembre 2019   | 3 febbraio 2020  |
| 10 | Night Shift            | Turno di notte       | 15 novembre 2019  | 10 febbraio 2020 |
| 11 | Crossroads             | Patto col Diavolo    | 22 novembre 2019  | 10 febbraio 2020 |
| 12 | The Specimen Collector | Giungla primordiale  | 29 novembre 2019  | 10 febbraio 2020 |

## Il complotto
- Titolo originale: The Plot
- Diretto da: Macon Blair
- Scritto da: Macon Blair

### Trama
Una donna e suo fratello si incontrano nel posto dove il giorno successivo inizieranno i lavori di costruzione del motel. Il progetto sembra perfetto ma i due si rinfacciano lo stile di vita che hanno avuto fino a quel momento, la donna che ha seguito il padre malato, l'uomo invece che ha girato il mondo vivendo senza problemi. La donna uccide il fratello e il tutto si complica quando arriva un senzatetto che sembra essere demoniaco.

## Animale in vendita
- Titolo originale: Animal for Sale
- Diretto da: Patrick Brice
- Scritto da: Patrick Brice

### Trama
Un uomo, custode di un gorilla, incontra una donna professionista del settore che vuole comprare l'animale. I due si scambiano racconti sulle loro esperienze con questi animali e alla fine l'uomo mostra il gorilla alla donna, fino a quel momento era tenuto in bagno. Le cose non vanno come previsto.

## Prurito
- Titolo originale: Itchy
- Diretto da: Patrick Brice
- Scritto da: Mark Duplass

### Trama
Un uomo con una misteriosa malattia della pelle registra una serie di videomessaggi sempre più rivelatori per il suo medico. Quando scopre che da giovane era sparito una notte in un campeggio, famoso per gli avvistamenti alieni, inizia a pensare di avere qualcosa che cresce dentro di lui. Quando sente il messaggio del suo medico si tranquillizza e quando questi arriva lo fa stendere e gli fa un'iniezione, l'inizio di una cura.

## Il pianeta errante
- Titolo originale: Rogue
- Diretto da: Jenée LaMarque
- Scritto da: Jenée LaMarque e Julian Wass

### Trama
Una ragazza adolescente si nasconde nella stanza 104. Quando arriva una donna incinta con poteri psichici le viene raccontato il motivo per cui fa così freddo ed è sempre buio. Le due si aiutano a costruire un'incubatrice e nel frattempo viene confidato all'adolescente che ha visto un segno, una voglia, che avrà il suo bambino e che sarà un segno di speranza per il futuro. Questo segno non sarà una voglia del suo bambino.

## Il mio miglior amico
- Titolo originale: Drywall Guys
- Diretto da: Shira Piven e Doug Emmett
- Scritto da: Mark Duplass

### Trama
La pazienza di un uomo è messa alla prova quando deve affrontare il problema cronico del sonnambulismo del suo collega. Il tutto si complica quando il collega rientra nella stanza con un sacchetto contenente un piede di donna. La loro presunta amicizia verrà messa alla prova.

## Una nuova canzone
- Titolo originale: A New Song
- Diretto da: Mark Duplass
- Scritto da: Mark Duplass e Mel Eslyn

### Trama
Una cantautrice tormentata si confronta con le proprie insicurezze - e quelle della sua ex ragazza - mentre cerca di creare una nuova canzone.

## Jimmy e Gianni
- Titolo originale: Jimmy & Gianni
- Diretto da: Doug Emmett
- Scritto da: Mark Duplass

### Trama
Un documentario sugli artisti, padre e figlio, che, invitati a utilizzare il set della Room 104 come tela, discutono delle lotte personali del loro passato e delle sfumature del loro mestiere mentre creano le loro opere d'arte.

## Niente ospedali
- Titolo originale: No Hospital
- Diretto da: Miguel Arteta
- Scritto da: Miguel Arteta

### Trama
Un uomo in fin di vita con capacità uniche tenta di sistemare i suoi affari con la figlia, che era riluttante a imparare i suoi poteri, e con il figlio, che al contrario ne ha abusato.

## Scherzo telefonico
- Titolo originale: Prank Call
- Diretto da: So Yong Kim
- Scritto da: Mark Duplass

### Trama
Lasciata sola, un'adolescente fa scherzi telefonici per divertirsi, stimolata dalla sua personalità alternativa cambia genere. Quando a rispondere è un uomo che sembra stare al gioco, la ragazza si spinge oltre. L'uomo arriva al motel e cerca di far capire alla ragazza quanto è pericoloso fare ciò che ha fatto con lui, cercando di convincerla a smettere. La ragazza non la penserà allo stesso modo.

## Turno di notte
- Titolo originale: Night Shift
- Diretto da: Benjamin Kasulke
- Scritto da: Benjamin Kasulke e Mark Duplass

### Trama
Una ragazza arriva per intervistare un attore, che con un suo collega e amico avevano co-creato una serie televisiva horror negli anni settanta. La giornalista ha invitato anche il collega e quando si riuniscono iniziano a discutere del loro litigio che li hanno portati a chiudere la serie televisiva e ad allontanarsi, facendo riemergere vecchie tensioni.

## Patto col Diavolo
- Titolo originale: Crossroads
- Diretto da: Patrick Brice
- Scritto da: Sam Bain

### Trama
Una donna incontra l'assistente del Diavolo per vendere la sua anima e avere una vita ricca e felice, nonostante l'assistente le dice di leggere il contratto, la donna firma. Cinquant'anni dopo i due si ritrovano perché è ora di riscuotere il contratto, la donna fa di tutto per non andare all'inferno e stringe un accordo con il Diavolo per prendere il posto dell'attuale assistente.

## Giungla primordiale
- Titolo originale: The Specimen Collector
- Diretto da: Mel Eslyn
- Scritto da: Mel Eslyn

### Trama
Quando l'esposizione a un misterioso esemplare di pianta trasforma la "stanza 104" in un lussureggiante ecosistema primordiale, la scienziata cerca disperatamente di preservarlo all'interno della stanza.